# Сент-Ксав'єр (Монтана)
Сент-Ксав'єр (англ. St. Xavier) — переписна місцевість (CDP) в США, в окрузі Біґ-Горн штату Монтана. Населення — 78 осіб (2020).

## Географія
Сент-Ксав'єр розташований за координатами 45°26′56″ пн. ш. 107°43′55″ зх. д. / 45.44889° пн. ш. 107.73194° зх. д. (45.448975, -107.732079).  За даними Бюро перепису населення США в 2010 році переписна місцевість мала площу 14,60 км², з яких 14,44 км² — суходіл та 0,16 км² — водойми.

## Демографія
Згідно з переписом 2010 року, у переписній місцевості мешкали 83 особи в 27 домогосподарствах у складі 19 родин. Густота населення становила 6 осіб/км².  Було 44 помешкання (3/км²).
Расовий склад населення:
| - 55,4 % — корінних американців - 38,6 % — білих - 4,8 % — осіб інших рас |

До двох чи більше рас належало 1,2 %. Частка іспаномовних становила 4,8 % від усіх жителів.
За віковим діапазоном населення розподілялося таким чином: 36,1 % — особи молодші 18 років, 55,5 % — особи у віці 18—64 років, 8,4 % — особи у віці 65 років та старші. Медіана віку мешканця становила 42,3 року. На 100 осіб жіночої статі у переписній місцевості припадало 124,3 чоловіків;  на 100 жінок у віці від 18 років та старших — 140,9 чоловіків також старших 18 років.
Цивільне працевлаштоване населення становило 4 особи. Основні галузі зайнятості: мистецтво, розваги та відпочинок — 100,0 %.